# Ekkehard Eichberg

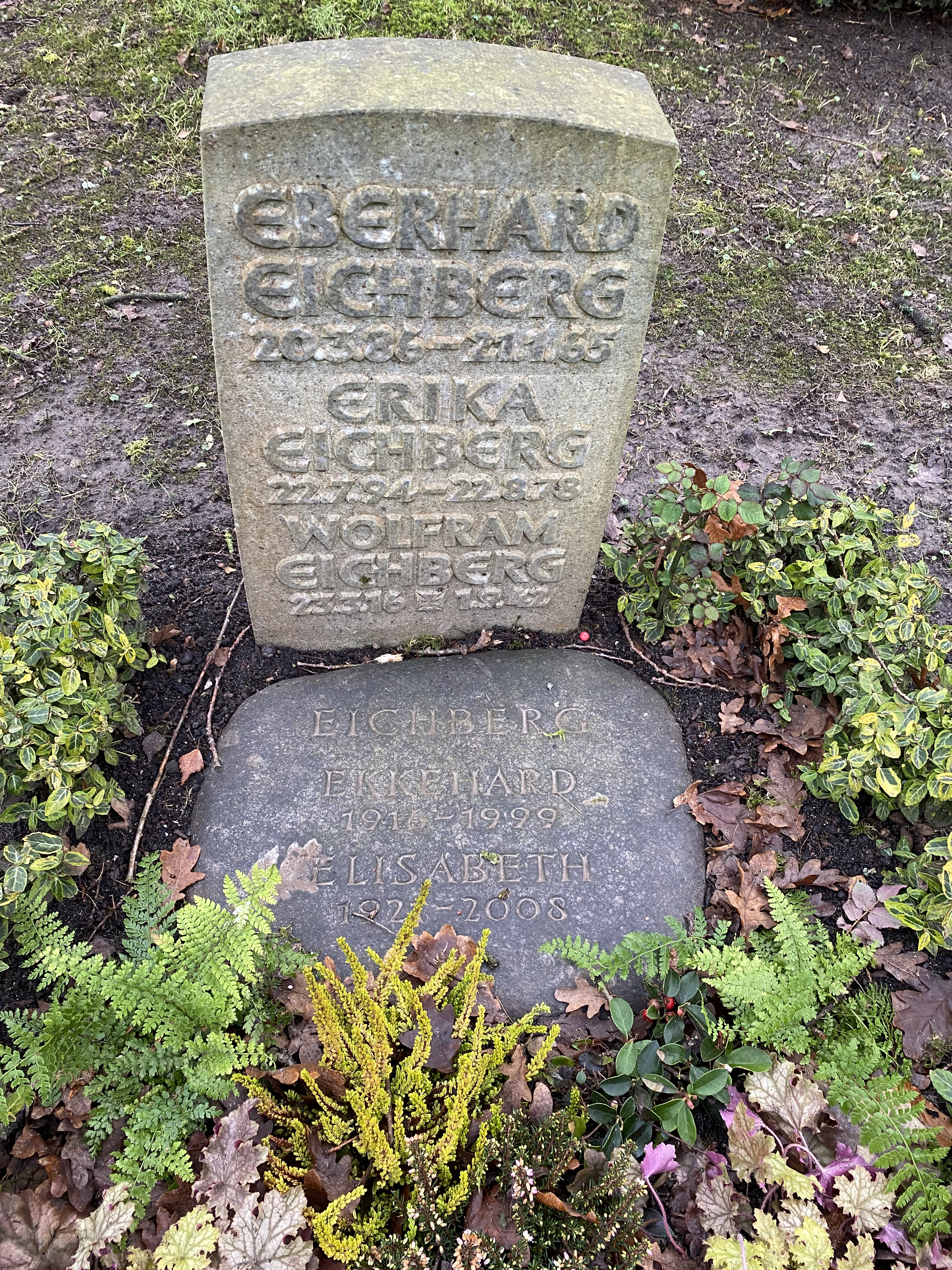
Grabstätte auf dem Friedhof Ohlsdorf im Planquadrat J 17

Ekkehard Eichberg (* 23. März 1916 in Breslau; † 9. April 1999 in Hamburg) war ein Professor der vergleichenden Erziehungswissenschaft und Ostpädagogik.

## Leben
Eichberg wurde zunächst Offizier in Schweidnitz/Schlesien und nahm dann am Zweiten Weltkrieg teil. Er war zuletzt Major im Generalstab. In Kurland geriet er in sowjetische Kriegsgefangenschaft, die bis 1949 dauerte. In Sibirien lernte er die russische Sprache und gewann Zuneigung zur russischen Kultur, die er später durch ein Slavistikstudium vertiefte.

## Studien
Ab 1950 studierte Eichberg an der Universität Hamburg Erziehungswissenschaften und arbeitete danach 1953 bis 1962 als Volksschullehrer. Dann kehrte er als Assistent von Georg Geissler an das Seminar für Erziehungswissenschaft zurück und legte 1964 die Dissertation Die Lehrwerkstatt im Industriebetrieb vor. Aus dem Brückenschlag zwischen der technischen Bildung und der russischen Pädagogik ergaben sich Studien zum sowjetischen polytechnischen Unterricht. 1971 wurde Eichberg in Hamburg zum Professor der vergleichenden Erziehungswissenschaft ernannt und arbeitete insbesondere im Feld der Ostpädagogik, wie sie ansonsten vor allem von Oskar Anweiler vertreten wurde. 1978 wurde Eichberg emeritiert.
Ekkehard Eichberg war der Vater des Kultursoziologen Henning Eichberg. Er verstarb kurz nach seinem 83. Geburtstag und wurde auf dem Hamburger Friedhof Ohlsdorf beigesetzt.

## Publikationen
- 1965: Die Lehrwerkstatt im Industriebetrieb. (= Pädagogische Studien. 11) Weinheim: Beltz. (Phil. Diss. Hamburg 1964)
- Mit Ellen Schulz 1968: Berufserziehung in Stichwörtern. Weinheim/Berlin: Beltz
- 1972: Über das Vergleichen im Unterricht. Hannover: Schroedel
- 1974: Vorschulerziehung in der Sowjetunion. Düsseldorf: Schwann
- Mit Rudolf Manfred Delling, Wolf Oschlies & Otto Peters 1974: Das Hochschulfernstudium in der DDR, CSSR und UdSSR. Tübingen: Deutsches Institut für Fernstudien an der Universität Tübingen